# Peralejos de las Truchas (kommun)
Peralejos de las Truchas är en kommun i Spanien.   Den ligger i provinsen Provincia de Guadalajara och regionen Kastilien-La Mancha, i den centrala delen av landet, 150 km öster om huvudstaden Madrid. Antalet invånare är 151.